# Ctenomys opimus
El tuco-tuco tojo, tuco-tuco puneño o tuco-tuco de la Puna (Ctenomys opimus) es una especie de roedor del género Ctenomys de la familia Ctenomyidae. Habita en el centro-oeste de Sudamérica.

## Taxonomía
Esta especie fue descrita originalmente en el año 1848 por el zoólogo alemán Johann Andreas Wagner.
Localidad tipo
La localidad tipo referida es: “Monte Sajama, departamento de Oruro, Bolivia”.  
Subespecies
Esta especie se encuentra dividida en 3 subespecies:
- Ctenomys opimus luteolus (Thomas, 1900)
- Ctenomys opimus nigriceps  (Thomas, 1900)
- Ctenomys opimus opimus Wagner, 1848

## Distribución geográfica y hábitat
Esta especie de roedor es endémica de zonas de elevada altitud del sudeste del Perú, oeste de Bolivia, norte de Chile y noroeste de la Argentina, entre 2500 y 5000 m s. n. m.

## Conservación
Según la organización internacional dedicada a la conservación de los recursos naturales Unión Internacional para la Conservación de la Naturaleza (IUCN), al no poseer mayores peligros y vivir en algunas áreas protegidas, la clasificó como una especie bajo “preocupación menor” en su obra: Lista Roja de Especies Amenazadas.